# Diocèse de Mont-Laurier
Pour les articles homonymes, voir Laurier.
Le diocèse de Mont-Laurier était un diocèse de l'Église catholique au Canada situé dans la province de Québec. Il était suffragant de l'archidiocèse de Gatineau et son siège était la cathédrale Notre-Dame-de-Fourvière de Mont-Laurier. Il avait été érigé canoniquement par le pape Pie X le 21 avril 1913. Depuis juin 2020, son évêque était Raymond Poisson.
Le pape François annonce le 1er juin 2022 la fusion des diocèses de Saint-Jérôme et de Mont-Laurier.

## Description

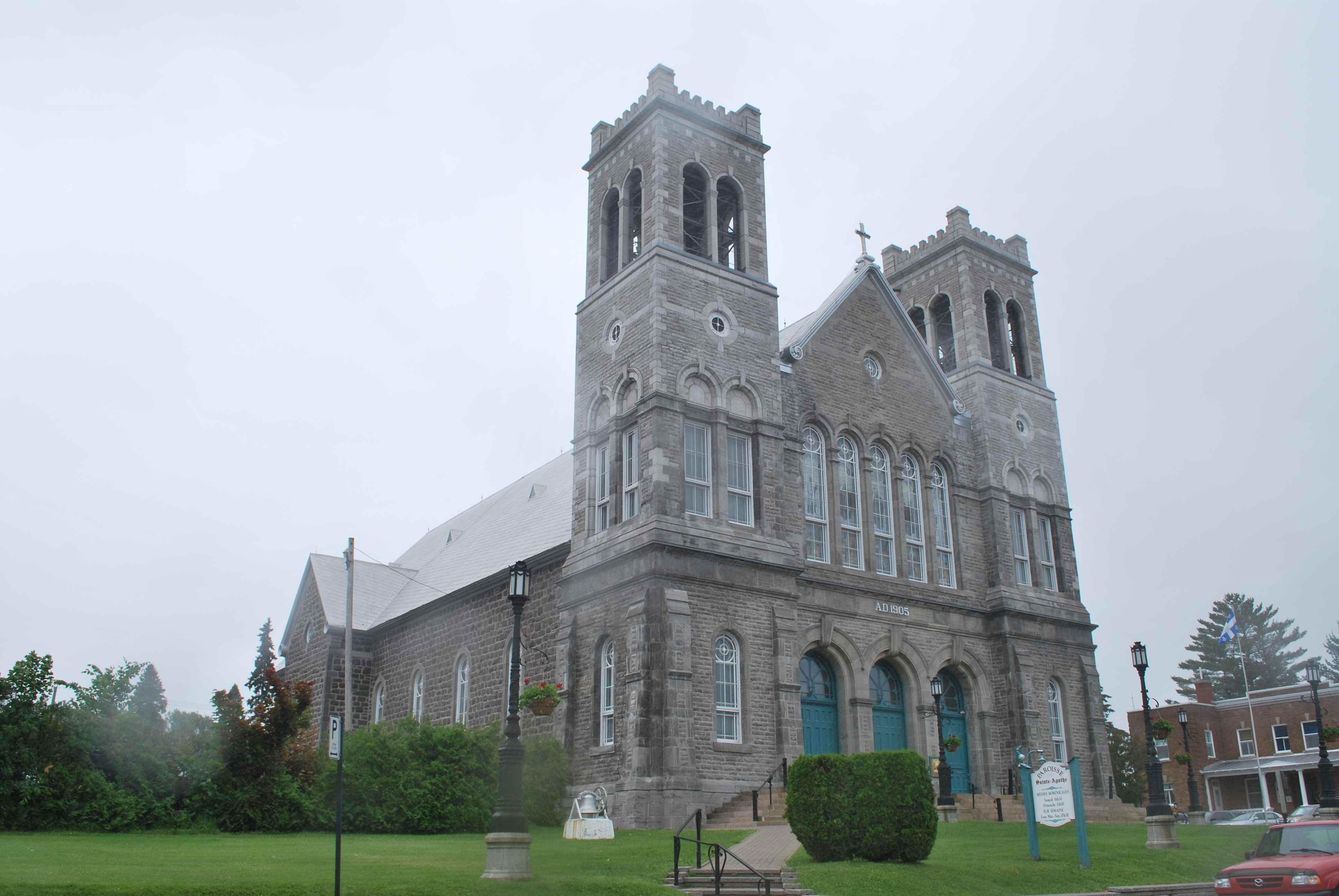
L'église Sainte-Agathe de Sainte-Agathe-des-Monts.

Le diocèse de Mont-Laurier était l'une des 21 juridictions catholiques en vigueur jusqu'en 2022 au Québec au Canada. Il s'agissait d'un diocèse suffragant de l'archidiocèse de Gatineau,. Son siège épiscopal était la cathédrale Notre-Dame-de-Fourvière de Mont-Laurier,.
Le territoire du diocèse de Mont-Laurier couvrait une superficie de 19 968 km2 dans les régions administratives de l'Outaouais et des Laurentides,,. Il était contigu au diocèse de Pembroke au sud-ouest, au diocèse de Rouyn-Noranda au nord-ouest, au diocèse d'Amos au nord, au diocèse de Saint-Jérôme au sud-est et à l'archidiocèse de Gatineau au sud. En 2021, il était divisé en 16 paroisses,.
En 2021, le diocèse de Mont-Laurier desservait une population de 81 250 catholiques avec un total de 24 prêtres et deux diacres.
Le diocèse de Mont-Laurier comprenait plusieurs instituts de vie consacrée incluant l'Ordre des Prêcheurs (communément appelé « dominicains »), la Société des missions étrangères de la province de Québec, la Congrégation de Sainte-Croix, les Sœurs de la charité de Sainte Marie, les Sœurs de Sainte-Croix, les Filles de Myriam et la Fraternité Charles de Foucauld.
Le saint patron choisi pour le diocèse de Mont-Laurier est l'Immaculée Conception de la Vierge Marie dont la fête est le 8 décembre,.

## Histoire
La première mission catholique sur le territoire du diocèse de Mont-Laurier a été fondée en 1843 et se nommait « La Visitation de Gracefield ». De son côté, la mission algonquine a été fondée en 1849. Les premières paroisses ont été fondées entre 1873 et 1918. La foi catholique s'est propagée dans ce territoire principalement grâce aux missionnaires des Chanoines réguliers de l'Immaculée Conception, des Jésuites et des Oblats de Marie-Immaculée.
Le diocèse de Mont-Laurier a été érigé canoniquement le 21 avril 1913 par le pape Pie X. Auparavant, son territoire faisait partie de l'archidiocèse d'Ottawa,,. Son premier évêque fut François-Xavier Brunet,,,. À cette époque, le diocèse comprenait 28 paroisses, sept missions, 42 prêtres et sept communautés religieuses. Son territoire hébergeait 4 240 familles catholiques francophones, 200 familles catholiques anglophones ainsi que 66 familles des Premières Nations.
Le 23 juin 1951, le diocèse de Mont-Laurier perdit une partie de son territoire lors de l'érection du diocèse de Saint-Jérôme,.
Au début du XXe siècle, le territoire du diocèse comprenait 50 000 habitants, 50 prêtres et 36 églises.
Le diocèse de Mont-Laurier fusionne à celui de Saint-Jérôme le 1er juin 2022.

## Évêques
| # | Nom                                              | Dates                             |
| - | ------------------------------------------------ | --------------------------------- |
| 1 | François-Xavier Brunet                           | 6 août 1913 - 7 janvier 1922      |
| 2 | Joseph-Eugène Limoges                            | 11 septembre 1922 - 1er mars 1965 |
| 3 | Joseph Louis André Ouellette (de)                | 27 mars 1965 - 10 mai 1978        |
| 4 | Jean Gratton                                     | 10 mai 1978 - 8 septembre 2001    |
| 5 | Vital Massé (de)                                 | 8 septembre 2001 - 2 février 2012 |
| 6 | Paul Lortie                                      | 2 février 2012 - 10 juillet 2019  |
|   | Paul-André Durocher (administrateur apostolique) | 10 juillet 2019 - 23 juin 2020    |
| 7 | Raymond Poisson                                  | 1er juin 2020 - 1er juin 2022     |

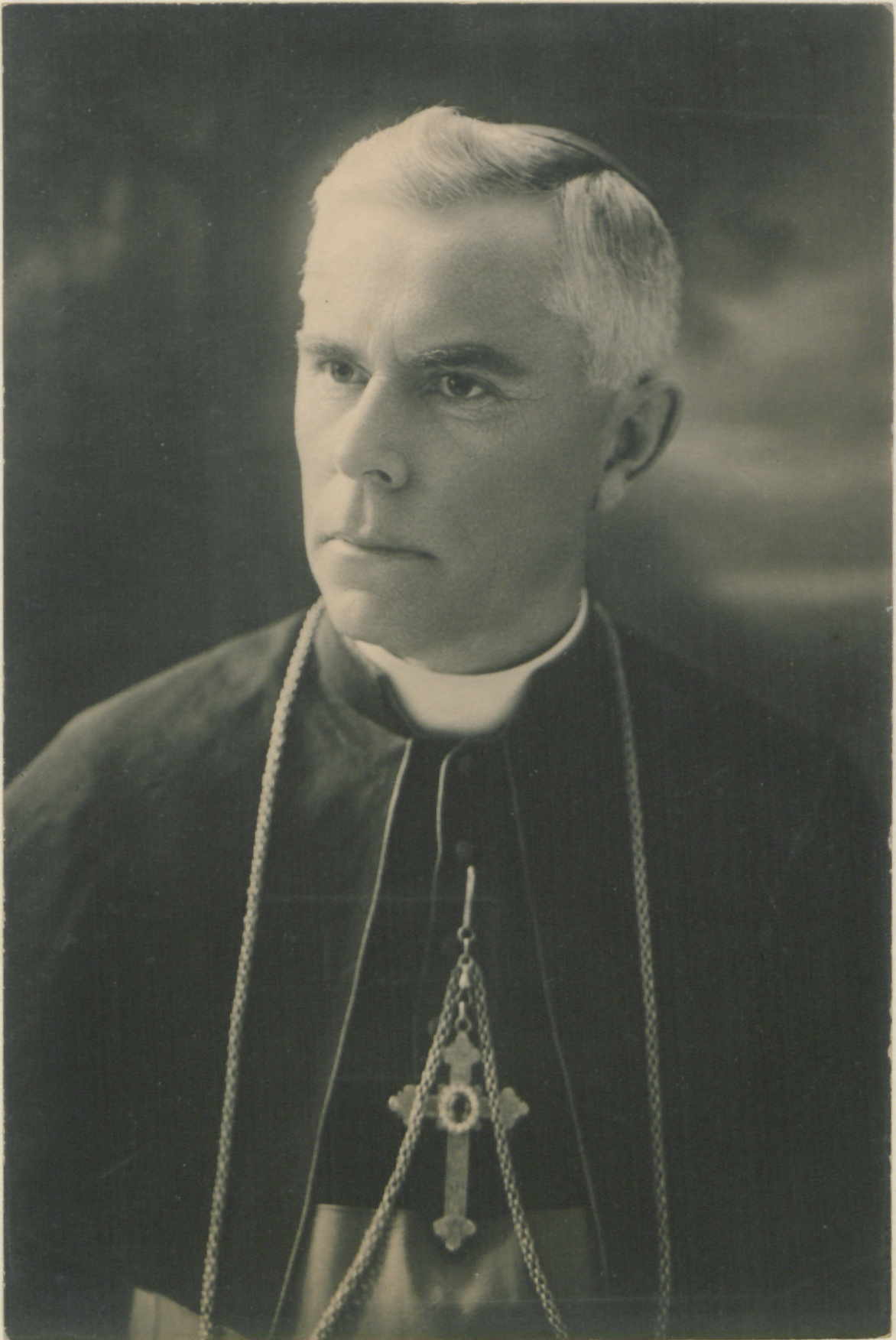
François-Xavier Brunet, premier évêque de Mont-Laurier

De plus, avant d'être nommé évêque de Mont-Laurier le 26 mars 1965, Joseph Louis André Ouellette était évêque auxiliaire du diocèse depuis le 29 novembre 1956,.
Joseph-Eugène Limoges a été nommé évêque de Mont-Laurier le 11 septembre 1922. Le 24 octobre 1957, il a reçu le titre personnel d'archevêque de Mont-Laurier, bien que le diocèse de Mont-Laurier ne soit pas un archidiocèse,.

## Armoiries et devise
Les armoiries du diocèse de Mont-Laurier comprennent une couronne de douze étoiles qui rappelle le premier verset du douzième chapitre de l'Apocalypse : « n grand signe apparut dans le ciel: une femme revêtue du soleil, ayant la lune sous les pieds et une couronne de douze étoiles sur la tête ». Les grands « A » et « M » stylisés des armoiries sont un symbole pour l'Ave Maria, le titre en latin de la première Je vous salue Marie.
La devise du diocèse est Sub tuum praesidium confugimus, le titre en latin d'une ancienne prière catholique dédiée à la Vierge Marie dont le titre en français est « Sous l'abri de ta miséricorde » ou « Nous trouvons refuge sous ta protection ».